# Giulia Rizzi
Giulia Rizzi (* 20. Juni 1989 in Udine) ist eine italienische Degenfechterin.

## Erfolge
Giulia Rizzi, die für die G. S. Fiamme Oro der Polizia di Stato aktiv ist, gab im März 2008 beim Weltcup in Sankt Petersburg ihr internationales Debüt bei den Erwachsenen. Ihr erster Medaillenerfolg gelang ihr bei der Sommer-Universiade 2009 in Belgrad, als sie mit der Mannschaft die Bronzemedaille gewann. Dasselbe Resultat gelang ihr mit der Mannschaft bei den Europaspielen 2015 in Baku. Bei den Mittelmeerspielen 2022 in Oran sicherte sie ihre erste Einzelmedaille. Dabei gewann sie den Wettbewerb mit dem Degen und damit auch die Goldmedaille. Zwei Jahre darauf wurde sie in Basel mit der Mannschaft auch Europameisterin. Neben Rizzi gehörten Rossella Fiamingo, Mara Navarria und Alberta Santuccio zum siegreichen italienischen Kader.
Bei den Olympischen Spielen 2024 in Paris ging Rizzi in zwei Wettbewerben an den Start. Im Einzel traf sie in der ersten Runde auf die Polin Alicja Klasik, der sie mit 11:12 knapp unterlag und damit direkt ausschied. Wesentlich erfolgreicher verlief hingegen der Mannschaftswettbewerb. In diesem erreichte sie gemeinsam mit Rossella Fiamingo, Mara Navarria und Alberta Santuccio das Finale, nachdem in der ersten Runde Ägypten mit 39:26 und im anschließenden Halbfinale China mit 45:24 bezwungen wurden. Dort trafen die Italienerinnen auf die Équipe Frankreichs, die sie mit 30:29 ebenfalls bezwangen und damit Olympiasiegerinnen wurden.